# Мазепинське Євангеліє-Апракос

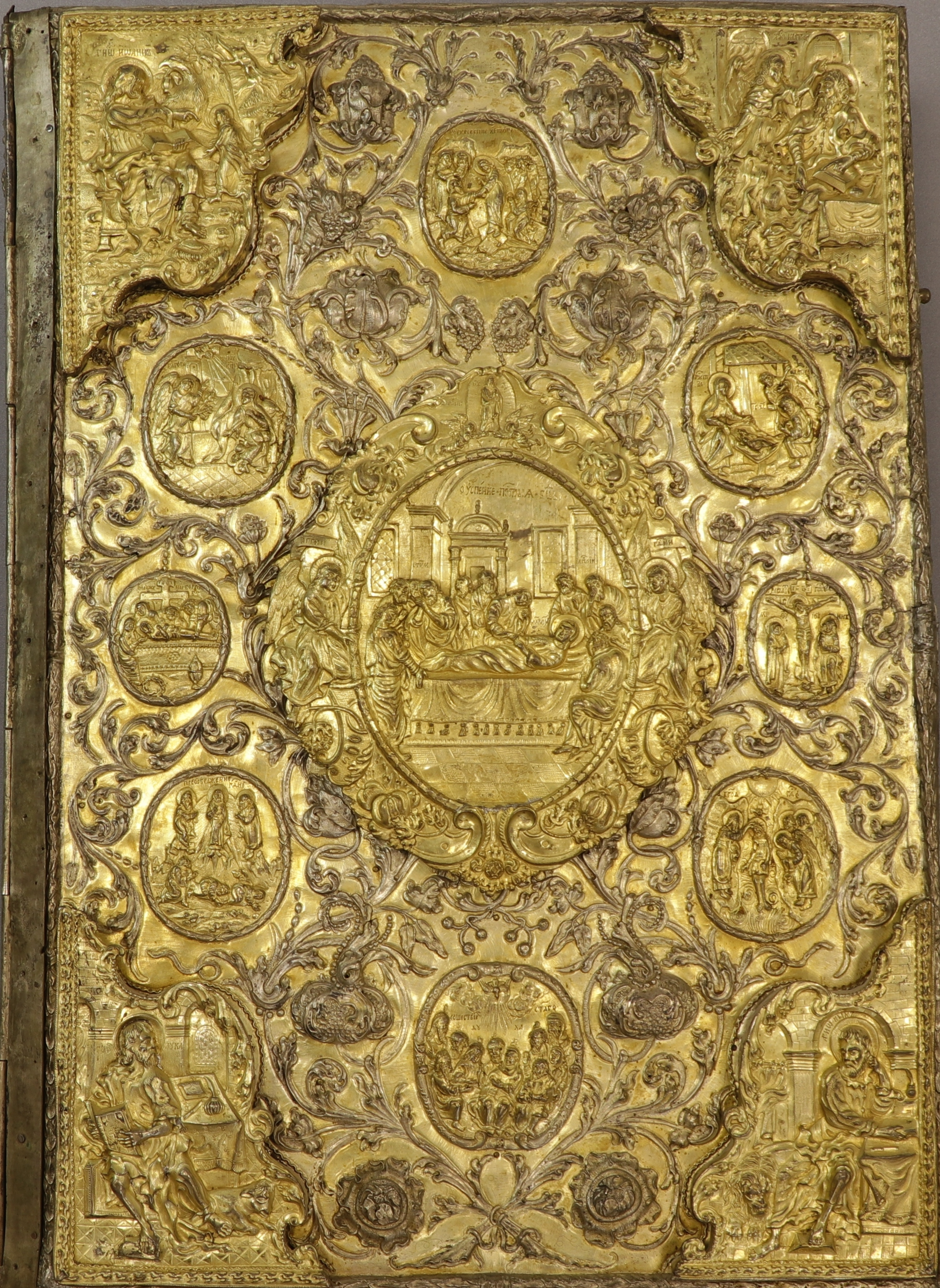
Оклад Мазепинського Євангеліє-Апракос з фондів Харківського історичного музею імені М.Ф. Сумцова.

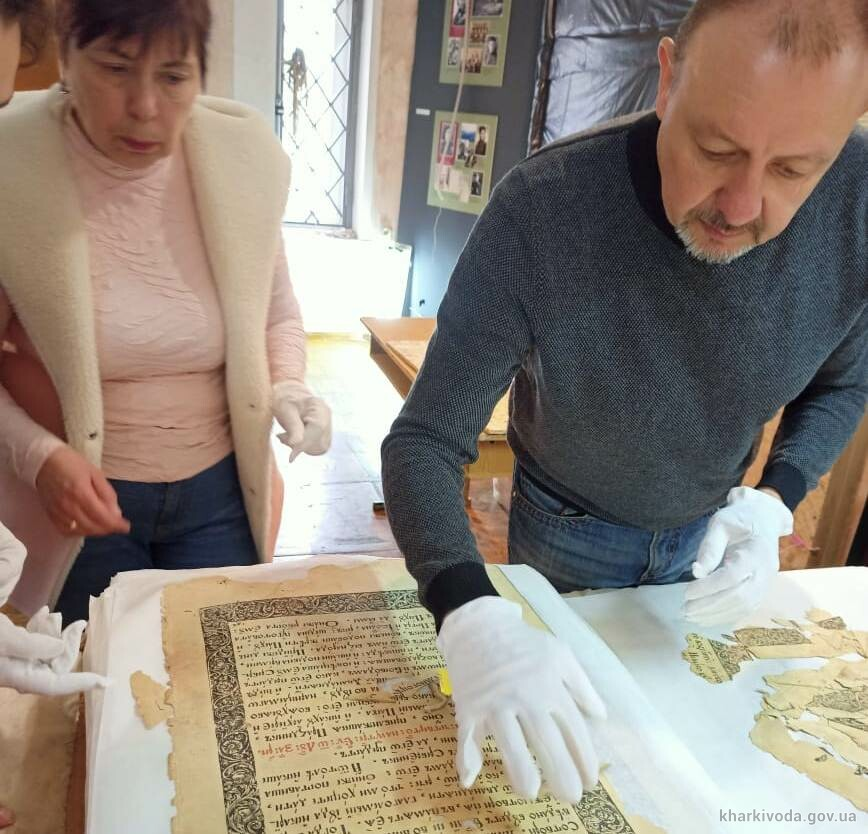
Реставратори та музейні співробітники біля Мазепинського Євангеліє-Апракос з Ізюмського краєзнавчого музею

Мазепинське Євангеліє-Апракос — унікальна пам'ятка українського бароко, український кириличний стародрук великого формату, поліграфічний шедевр, виготовлений на замовлення гетьмана Івана Мазепи.

## Опис
315 аркушів. Рядків - 21. Сторінки у гравійованих орнаментальних рамках. Друк двома фарбами. 14 ілюстрацій в тексті з 13 дошок. Передмова написана І. Кроковським.

## Історія
Надруковане в 1707 р. у друкарні Києво-Печерської Лаври на замовлення гетьмана Івана Мазепи.

## Місця зберігання
- Харківський історичний музей імені М. Ф. Сумцова -- ім'я гетьмана Івана Мазепи, надруковане у передмові І. Кроковського, повністю стерте. У жовтні 1941 р. Мазепинське Євангеліє-Апракос евакуйоване до Уфи, в листопаді 1944 р. повернуте до Харкова. У грудні 2024 р. внесене до Державного реєстру національного культурного надбання
- Чернігівський обласний історичний музей імені Василя Тарновського
- Бібліотека Російської академії наук
- Національний заповідник «Києво-Печерська лавра»
- Ізюмський краєзнавчий музей імені М. В. Сібільова -- подаровано Петром І у 1709 р. Преображенській церкві в Ізюмі. У період німецької окупації Ізюму 1941-1943 рр. Мазепинське Євангеліє-Апракос було закопане співробітниками музею в землю. Після німецько-радянської війни 1941-1945 рр. перебувало на реставрації в Росії. В 1990-х Мазепинське Євангеліє-Апракос повернули з реставрації в Ізюм. У період російської окупації Ізюму 2022 р. Мазепинське Євангеліє-Апракос було винесено з музею співробітницею Діною Листопад і заховане в надійному місці. У 2023 р. відправлено на реставрацію.